# Chaetocnema imitatrix
Chaetocnema imitatrix es un coleóptero de la familia Chrysomelidae. Fue descrita científicamente en 1990 por Gruev.